# Чемпионат СССР по современному пятиборью 1978
XXVI чемпионат СССР по современному пятиборью был проведен в Москве с 22 по 26 июля 1978 года. Награды разыгрывались только в личном первенстве. Всего на старт вышли 42 сильнейших пятиборца Советского Союза.
Неожиданную победу одержал чемпион мира среди юниоров 1977 года Василий Нефедов. Следует отметить, что 20-летний В. Нефедов стал самым молодым чемпионом СССР в личном первенстве в истории советского пятиборья.

### Чемпионат СССР. Личное первенство.
| Дисциплина        | Золото                                   | Серебро                                                    | Бронза                                           |
| Личное первенство | Василий Нефедов · Москва · Динамо · 5320 | Евгений Бессонов · Казахская ССР · Алма-Ата, Динамо · 5251 | Борис Мосолов · Москва · Вооруженные Силы · 5250 |

- Итоговая таблица.

| Место | Спортсмен        | Республика, спортивный клуб      | Сумма |
| ----- | ---------------- | -------------------------------- | ----- |
| 1.    | Василий Нефедов  | Москва Динамо                    | 5320  |
| 2.    | Евгений Бессонов | Казахская ССР Алма-Ата, «Динамо» | 5251  |
| 3.    | Борис Мосолов    | Москва, «Вооруженные Силы»       | 5250  |

### Конкур
21-22 июля 1978 г.
Соревнования по преодолению препятствий проходили на Конно-спортивной базе «Планерная» (Московская область, г. Химки, база Московского городского физкультурного общества «Спартак»).
Из-за нехватки конного состава конкур, вопреки традиции, занял два дня, а точнее четыре гита вместо двух. Всего было представлено 16 лошадей. Каждая лошадь из шестнадцати участвовала в конкуре 4 раза.
Не все опытные спортсмены справились с конкуром. Павел Леднев ехал на коне по кличке Элонт. Как на ковбойском родео лошадь шарахалась из стороны в сторону, становилась на дыбы, брыкалась, а всаднику осталось собрать всю волю в кулак, нервы и опыт, чтобы не оказаться на земле. На финише Леднев показал результат 998 очков (два повала и штраф за время). Владимир Шмелев получил 860 очков, а Тимур Досымбетов сбив чуть ли не все препятствия и переломав барьер на банкете получил нулевую оценку.
Результаты. Личное первенство.
 Верховая езда.
| Место | Спортсмен      | Республика, город | Очки |
| ----- | -------------- | ----------------- | ---- |
| 1.    | П. Горлов      | Москва ВС         | 1100 |
| 2.    | А. Тарев       | Фрунзе, Алга      | 1100 |
| 3.    | И. Чернышев    | Ленинград, ВС     | 1070 |
| 4.    | В. Мицкевич    | Киев ВС           | 1070 |
| 5.    | В. Слесарчук   | Алма-Ата Динамо   | 1070 |
| 6.    | С. Требесов    | Алма-Ата Динамо   | 1068 |
| 7.    | Ал. Старостин  | Душанбе, ВС       | 1062 |
| 8.    | С. Васильченко | Киев Динамо       | 1070 |
| 9.    | В. Никитин     | Ленинград, ВС     | 1070 |
| 10.   | В. Нефедов     | Москва Динамо     | 1054 |

## Фехтование
23 июля 1978 года. Легкоатлетический манеж «Октябрь»
Фехтование на один укол Каждый пятиборец должен был провести 41 поединок. Время боя 3 мин.
Девять часов на семи дорожках продолжались поединки. Только двум спортсменам Александру Запорожанову (Краснодар) и Василию Нефедову (Москва) удалось набрать 1000 очков, выиграв по 29 поединков. В перебое за первое место победил Запорожанов.
*Результаты. Личное первенство.
 Фехтование.
| Место | Спортсмен                         | Победы | Очки |
| ----- | --------------------------------- | ------ | ---- |
| 1.    | А. Запорожанов · Краснодар Динамо | 29     | 1000 |
| 2.    | В. Нефедов · Москва Динамо        | 27     | 1000 |
| 3.    | О. Булгаков · Краснодар Динамо    | 27     | 948  |
| 4.    | П. Леднев · Львов ВС              | 26     | 922  |
| 5.    | Г. Грабарь · Киев ВС              | 26     | 922  |
| 6.    | В. Никитин Ленинград, ВС          | 25     | 896  |
| 7.    | А. Расторопов · Баку Нефтчи       | 25     | 896  |
| 8.    | Е. Бессонов · Алма-Ата Динамо     | 25     | 896  |
| 9.    | Б. Мосолов · Москва ВС            | 25     | 896  |
| 10.   | В. Грошев · Калининград ВС        | 24     | 870  |
| 11.   | С. Копылов · Ростов-на-Дону ВС    | 24     | 916  |

*Положение после двух видов.
| Место | Спортсмен      | Республика, город | Очки |
| ----- | -------------- | ----------------- | ---- |
| 1.    | В. Нефедов     | Москва Динамо     | 2054 |
| 2.    | О. Булгаков    | Краснодар Динамо  | 1988 |
| 3.    | В. Никитин     | Ленинград, ВС     | 1952 |
| 4.    | А. Расторопов  | Баку Нефтчи       | 1938 |
| 5.    | Б. Мосолов     | Москва ВС         | 1936 |
| 6.    | П. Леднев      | Львов ВС          | 1920 |
| 7.    | П. Горлов      | Москва ВС         | 1918 |
| 8.    | А. Гуламбарян  | Ереван ВС         | 1886 |
| 9.    | С. Копылов     | Ростов-на-Дону ВС | 1880 |
| 10.   | А. Запорожанов | Краснодар Динамо  | 1878 |

## Стрельба
24 июля 1978 г. Московская область, г. Мытищи. Стрельбище «Динамо», 4 серии по пять выстрелов.
Пять патронов в обойме пистолета, три секунды на один выстрел по появляющемуся черному силуэту. это и есть стрелковая программа пятиборья. Все участники были разбиты на 4 смены.
Стрельбу выиграл 21-летний Евгений Бессонов (Алма-Ата) с результатом 199 из 200 возможных (1100 очков). Проливной холодный дождь доставил много хлопот пятиборцам.
Сняли с огневого рубежа Николая Запорожанова, который, зевнув во втором повороте мишеней один выстрел, попытался в третьем сделать сразу два выстрела -нарушение…. У Дмитрия Сушкова судьи не нашли одну пробоину в мишени. Сергей Васильченко выронил один патром из обоймы и хотел дослать его в последнем выстреле но не успел и получил штраф 55 очков.
Лидер турнира Василий Нефедов показал результат 193 очка и этого ему хватило для того, чтобы сохранить лидерство.
*Стрельба. Личные результаты.
 Стрельба.
| Место | Спортсмен     | Республика, город       | Результат/Очки |
| ----- | ------------- | ----------------------- | -------------- |
| 1.    | Е. Бессонов   | Алма-Ата Динамо         | 199/1100       |
| 2.    | А. Мишнев     | Краснодар               | 198/1088       |
| 3.    | Ал. Старостин | Киев Вооруженные Силы   | 196/1044       |
| 4.    | В. Сычев      | Алма-Ата Динамо         | 196/1044       |
| 5.    | А. Тарев      | Фрунзе, Алга            | 196/1044       |
| 6.    | А. Гуламбарян | Ереван ВС               | 195/1022       |
| 7.    | П. Леднев     | Львов ВС                | 195/1022       |
| 8.    | Ал. Старостин | Душанбе ВС              | 195/1022       |
| 9.    | О. Булгаков   | Краснодар Динамо        | 194/1000       |
| 10.   | Б. Мосолов    | Москва Вооруженные Силы | 194/1000       |
| 11.   | М. Галавтин   | Москва Динамо           | 193/978        |
| 12.   | В. Грошев     | Калининград ВС          | 193/978        |
| 13.   | В. Нефедов    | Москва Динамо           | 193/978        |
| 14.   | И. Чернышев   | Ленинград ВС            | 193/978        |
| 15.   | В. Кравцов    | Рига Даугава            | 193/978        |
| 16.   | В. Рогов      | Гомель Динамо           | 193/978        |
| 17.   | П. Горлов     | Москва ВС               | 193/978        |

*Положение после трех видов.
| Место | Спортсмен     | Республика, город | Очки |
| ----- | ------------- | ----------------- | ---- |
| 1.    | В. Нефедов    | Москва Динамо     | 3032 |
| 2.    | О. Булгаков   | Краснодар Динамо  | 2978 |
| 3.    | Е. Бессонов   | Алма-Ата Динамо   | 2980 |
| 4.    | П. Леднев     | Львов ВС          | 2942 |
| 5.    | Б. Мосолов    | Москва ВС         | 2936 |
| 6.    | А. Гуламбарян | Ереван ВС         | 2908 |
| 7.    | П. Горлов     | Москва ВС         | 2896 |
| 8.    | А. Тарев      | Фрунзе, Алга      | 2884 |
| 9.    | Ал. Старостин | Душанбе ВС        | 2876 |
| 10.   | А. Мишнев     | Киев ВС           | 2860 |

### Командный Чемпионат СССР.
Командный чемпионат СССР прошел с 6-10 июня 1978 года в Киеве  Украинская ССР.
- Итоговые результаты. Личное первенство.

| Место | Спортсмен          | Республика, спортивный клуб             | Сумма |
| ----- | ------------------ | --------------------------------------- | ----- |
| 1.    | Сергей Рябикин     | Москва Динамо                           | 5379  |
| 2.    | Анатолий Старостин | Таджикская ССР Душанбе, «Динамо»        | 5365  |
| 3.    | Александр Тарев    | Киргизская ССР Фрунзе, «Алга» Профсоюзы | 5338  |